# Fereol od Uzèsa
Fereol od Uzèsa (Narbonne, 530. – 4. siječnja 581.), biskup Uzèsa i vjerojatno biskup Nîmesa. Njegov blagdan je 4. siječnja.

## Životopis
Rođen je u mjestu Narbonne 530. godine. Osnovao je benediktinske opatije, za koji je napisao pravilnike. Kao biskup Uzèsa, Fereol se posebno posvetio obraćenju Židova na kršćanstvo u njegovoj biskupiji.
Godine 555. biva protjeran iz svoje biskupije. Proglašen je svetim, a blagdan mu se obilježava 4. siječnja.